# Whitney (série de televisão)
Whitney é uma série de televisão americana que estreou nos Estados Unidos em 22 de setembro de 2011 na NBC. No Brasil a série estréia no dia 6 de março de 2012 no então canal LIV. Após a segunda temporada, a NBC cancelou a série.

## Sinopse
A série mostra Whitney Cummings, interpretando uma versão fictícia de si mesma, e seu namorado com quem ela mora. Mesmo os dois tendo decidido não se casarem, Whitney faz questão de mostrar o quanto são comprometidos em seu relacionamento de 3 anos, mas ela começa a temer que o relacionamento esteja caindo no tédio e preocupa-se que a relação possa acabar. Por causa do que ela vê e ouve ao seu redor, envolvendo outros relacionamentos, ela decide usar métodos não convencionais para manter o romantismo com a ajuda de seus melhores amigos.

## Elenco

### Elenco principal
- Whitney Cummings como Whitney Cummings, uma fotográfa, mora junto com seu namorado Alex.
- Chris D'Elia como Alex Miller, namorado de Whitney e empreendedor da internet.
- Jane Kaczmarek como Candi, mãe de Whitney.
- Maulik Pancholy como Neal
- Zoe Lister-Jones como Lily Dixon, devotada esposa de Neal.
- Rhea Seehorn como Roxanne Harris, uma divorciada que adora reclamar do ex e do casamento.
- Dan O'Brien como Mark Murphy, um policial mulherengo.

## Produção
A série, juntamente com 2 Broke Girls, é produzida e co-escrita por Whitney Cummings, os dois sitcoms foram escolhidos para estrear no Fall season 2011-2012.
Beverly D'Angelo tinha sido contratada para o papel de Patti e chegou a filmar o episódio piloto, mas acabou deixando o seriado e foi substituída por Jane Kaczmarek que refilmou as cenas de Beverly.

## Audiência
A primeira temporada estreou com um sucesso moderado, com uma média de 6.7 milhões de espectadores.

## Recepção da crítica
Em sua 1ª temporada, Whitney teve recepção mista por parte da crítica especializada. Com base de 25 avaliações profissionais, alcançou uma pontuação de 49% no Metacritic. Por votos dos usuários do site, atinge uma nota de 4.5, usada para avaliar a recepção do público.